# ساریجالی (ترتر)
ساریجالی (به لاتین: Sarıcalı) یک منطقه مسکونی در جمهوری آذربایجان است که در شهرستان ترتر واقع شده است.